# Italia en los Juegos Paralímpicos de Pekín 2008
Italia estuvo representada en los Juegos Paralímpicos de Pekín 2008 por un total de 84 deportistas, 56 hombres y 28 mujeres.

## Medallistas
El equipo paralímpico italiano obtuvo las siguientes medallas:
| Nombre                                                                               | Deporte                    | Evento                                       |
| ------------------------------------------------------------------------------------ | -------------------------- | -------------------------------------------- |
| Oro                                                                                  |                            |                                              |
| Paolo Viganò                                                                         | Ciclismo en pista          | Persecución individual LC4 masculino         |
| Fabio Triboli                                                                        | Ciclismo en ruta           | Ruta LC1-2/CP4 masculino                     |
| Maria Poiani Panigati                                                                | Natación                   | 50 m libre S11 femenino                      |
| Paola Protopapa Luca Agoletto Alessandro Franzetti Graziana Saccocci Daniele Signore | Remo                       | Cuatro con timonel LTAMix4 mixto             |
| Plata                                                                                |                            |                                              |
| Vittorio Podestà                                                                     | Ciclismo en ruta           | Contrarreloj HC B masculino                  |
| Cecilia Camellini                                                                    | Natación                   | 50 m libre S11 femenino                      |
| Cecilia Camellini                                                                    | Natación                   | 100 m libre S11 femenino                     |
| Pamela Pezzutto                                                                      | Tenis de mesa              | Individual 1-2 femenino                      |
| Michela Brunelli Federica Cudia Pamela Pezzutto Clara Podda                          | Tenis de mesa              | Equipo 1-3 femenino                          |
| Alberto Simonelli                                                                    | Tiro con arco              | Compuesto individual clase abierta masculino |
| Marco Vitale                                                                         | Tiro con arco              | Recurvo individual W1/W2 masculino           |
| Bronce                                                                               |                            |                                              |
| Walter Endrizzi                                                                      | Atletismo                  | Maratón T46 masculino                        |
| Fabio Triboli                                                                        | Ciclismo en pista          | Persecución individual LC1 masculino         |
| Fabio Triboli                                                                        | Ciclismo en ruta           | Contrarreloj LC1 masculino                   |
| Giorgio Farroni                                                                      | Ciclismo en ruta           | Ruta CP1-2 mixto                             |
| Alberto Pellegrini                                                                   | Esgrima en silla de ruedas | Sable individual A masculino                 |
| Clara Podda                                                                          | Tenis de mesa              | Individual 1-2 femenino                      |
| Oscar De Pellegrin Mario Esposito Marco Vitale                                       | Tiro con arco              | Recurvo por equipos clase abierta masculino  |